# Iranische Nationalbibliothek

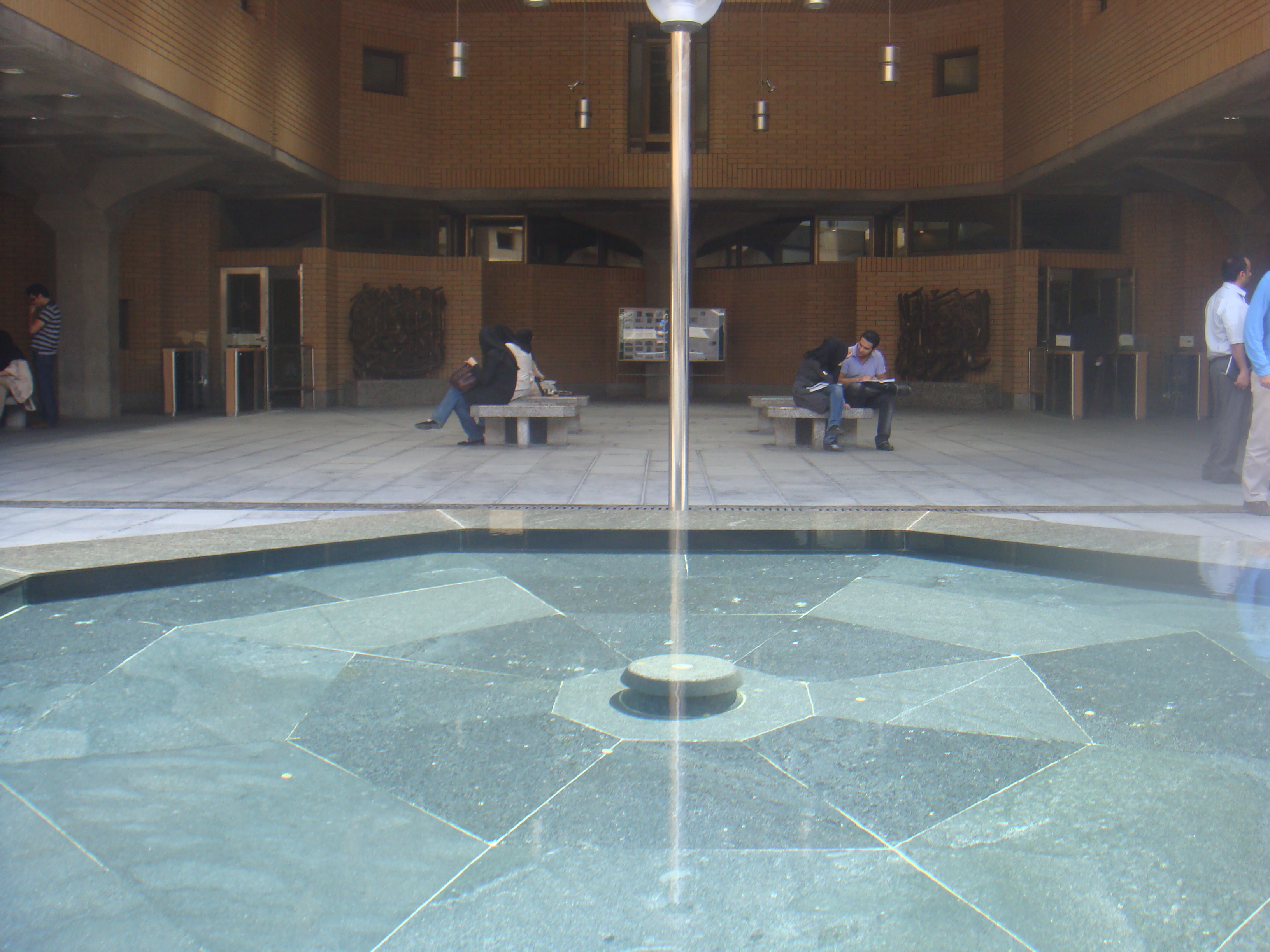
Atrium der NLI (2011)

Die Iranische Nationalbibliothek (persisch کتابخانه ملی ایران Ketāb-Chāneh-ye Mellī-e Irān; NLI) ist eine in der Hauptstadt Teheran gelegene Bibliothek, deren  Zweige sich über die gesamte Stadt verteilen.

## Geschichte

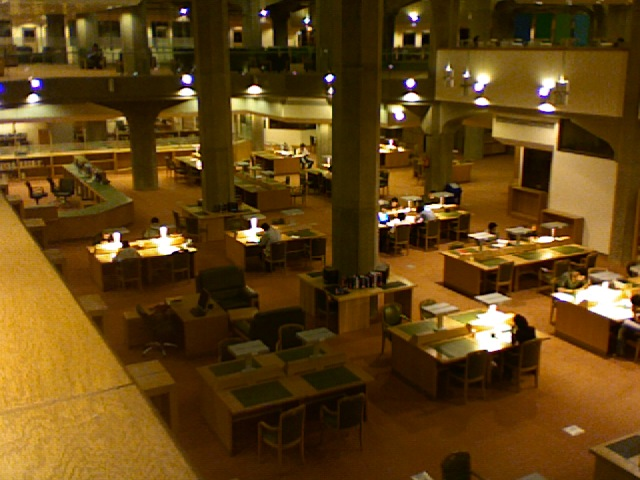
Im Inneren des neuen Gebäudes

Der erste Prototyp einer Nationalbibliothek im Iran war die 1851 gegründete Bibliothek des Dar-ol Fonun. 1899 wurde eine weitere Bibliothek, die Bibliothek der Nation eröffnet.
Die offizielle Einweihung der Nationalbibliothek erfolgte 1937. Sie umfasste mehrere Sammlungen älterer Bibliotheken, darunter seltene und wertvolle Manuskripte. 
Der Hauptzweig des heutigen Bibliothekenkomplexes liegt im nördlichen Zentrum der Stadt und befindet sich in seiner letzten Konstruktionsphase. Das neue Gebäude besteht aus fünf Hallen, die jeweils einem Wissenschaftsbereich, wie z. B. den Geisteswissenschaften, zugeordnet sind und auf einer einzigen Ebene liegen.
Das neue Bibliotheksgebäude bedeckt eine Gesamtfläche von über 90.000 m² und ist somit eines der größten Bibliotheksgelände des  Nahen und Mittleren Ostens.